# Confédération française démocratique du travail
La Confédération française démocratique du travail, o CFDT (in italiano: Confederazione francese democratica del lavoro) è uno dei più grandi sindacati nazionali francesi. Conta il maggior numero di iscritti, e alle elezioni sindacali è secondo dietro alla Confédération générale du travail (CGT). 

## Storia
La CFDT fu creata nel 1964 quando la maggioranza dei membri del sindacato cristiano Confédération Française des Travailleurs Chrétiens (CFTC) decise di rendere aconfessionale il sindacato. La minoranza si scisse, mantenendo il nome di CFTC.
All'inizio, sotto la guida di Eugène Descamps, la CFDT si presentò come un sindacato socialdemocratico, vicino al Parti Socialiste Unifié, allora guidato da Pierre Mendès-France. La sua azione fu talvolta congiunta a quella della CGT, allora dominata dal Partito Comunista Francese. Questa alleanza fu rilevante durante i movimenti del maggio 1968. Da allora, la CFDT si dichiarò a favore dell'autogestione.
Nel 1974, molti appartenenti al PSU e alla CFDT entrarono nel Partito Socialista (Parti socialiste or PS) guidato da François Mitterrand. Avendo come riferimento Michel Rocard, formarono una minoranza chiamata "la seconda sinistra". Abbandonarono il progetto dell'autogestione e si dichiararono in linea con il modello di sindacato socialdemocratico europeo. Nello stesso periodo, durante la segreteria di Edmond Maire, la CFDT ruppe i legami con la CGT.
Dopo la vittoria di François Mitterrand alle elezioni presidenziali del 1981 e il suo iniziale programma di nazionalizzazioni, la CFDT appariva come un sindacato apertamente favorevole al governo. Durante questo periodo, perse però numerosi iscritti e voti. Negli anni novanta, guidato da Nicole Notat, la CFDT decise di prendere le distanze dal Partito Socialista. Appoggiò il progetto di riforma delle pensioni di Alain Juppé. Prese il posto di Force ouvrière (FO) come principale interlocutore degli imprenditori e dei governi della destra.
Nel 2003 il nuovo segretario della CFDT François Chérèque appoggiò i progetti di riforma delle pensioni, causando una crisi interna al sindacato. Alcuni iscritti uscirono per entrare nella CGT o nei sindacati indipendenti. Tuttavia, la CFDT partecipò insieme alle altre sigle sindacali alla lotta contro il Contrat première embauche (CPE) nel 2006.

## Elezioni per i prud'hommes
Nel 2008 la CFDT ottenne il 21,81% dei voti dei lavoratori nelle elezioni per i prud'hommes (speciali tribunali per la risoluzione delle cause legate al lavoro), secondo sindacato superato solo dalla CGT. La percentuale era però in calo rispetto al 25,23% conseguito alle elezioni del 2002 e al massimo storico del 25,35%, risalente al 1997.